# Patrick Wolf (Fußballspieler, 1989)
Patrick Wolf (* 12. Februar 1989 in Kaiserslautern) ist ein deutscher Fußballspieler, der als rechtsfüßiger Defensivspieler insbesondere in der Innenverteidigung, aber auch als Außenverteidiger oder Sechser eingesetzt wird.

## Karriere

### Jugendstationen
1989 als Sohn des damaligen Fußballprofis und späteren Fußballtrainers Wolfgang Wolf in Kaiserslautern geboren, erlernte Patrick Wolf das Fußballspielen insbesondere in den Jugendmannschaften jener Vereine, bei denen sein Vater als Trainer arbeitete. So wurden die schwäbischen Stuttgarter Kickers Wolfs erste Vereinsstation, nachdem sein Vater 1994 Trainer der Regionalliga-Mannschaft der Kickers geworden war.
Als der Vater 1998 zum niedersächsischen Bundesligisten VfL Wolfsburg wechselte, verblieb Wolf zwar zunächst in Stuttgart, wechselte aber 2001 ebenfalls nach Niedersachsen. Dort spielte er für ein Jahr in der Jugend des Braunschweiger SC, bevor er 2002 seinem Vater zum VfL Wolfsburg nachfolgte, bei dem er nun für ein Jahr der C-Jugend angehörte. Mit dem Wechsel des Vaters zum 1. FC Nürnberg im Jahr 2003 ging auch Patrick Wolf zum fränkischen Verein, für den er zunächst ein Jahr in der C-Jugend, dann weitere 18 Monate in der B-Jugend spielte.
Mit Jahresbeginn 2006 folgte Wolf abermals seinem Vater, der nun den Trainerposten des 1. FC Kaiserslautern übernommen hatte, wodurch Wolf an seinen Geburtsort zurückkehrte. Obwohl er auch in Kaiserslautern zunächst der B-Jugend angehörte, kam er noch in der Saison 2005/06 der A-Junioren-Bundesliga auch in der A-Jugend des Vereins zum Einsatz, als Trainer Michael Dusek ihn in den letzten Spielen der Rückrunde dreifach einwechselte. In der Folgespielzeit 2006/07 gehörte Wolf dann auch altersgemäß der Kaiserslauterer A-Jugend an, so dass er unter dem nun als Trainer fungierenden Steven Dooley in 24 der 26 Saisonspiele eingesetzt wurde und dabei insgesamt vier Tore erzielte. Somit hatte Wolf maßgeblichen Anteil am schließlich erreichten zweiten Platz der Staffel Süd/Südwest, welcher zur Teilnahme an der Endrunde um die deutsche Fußballmeisterschaft der A-Junioren berechtigte. Dort schied die Mannschaft allerdings im Halbfinale durch zwei Niederlagen gegen den späteren Titelträger Bayer 04 Leverkusen aus.
In der Spielzeit 2007/08 der U-19-Bundesliga verblieb Wolf beim 1. FC Kaiserslautern, obgleich sein Vater den Verein bereits während der Vorsaison hatte verlassen müssen. So bestritt Wolf weitere 22 Einsätze für Kaiserslauterns A-Jugend, doch konnte sich die Mannschaft mit dem siebten Platz ihrer Staffel nicht mehr für die Meisterschafts-Endrunde qualifizieren.

### Anfänge in Nürnberg und Burghausen
Am Ende seiner Jugendzeit im Sommer 2008 verließ Wolf Kaiserslautern, um zum 1. FC Nürnberg zurückzukehren, bei dem er einen Zwei-Jahres-Vertrag als Profi erhielt. Beim Nürnberger Club wurde er daraufhin zwar für die von René Müller trainierte Reservemannschaft des Zweitligisten eingeplant, die nach dem zuvor erreichten Aufstieg aus der Oberliga Bayern 2008/09 in der Regionalliga antrat. Zugleich nahm er aber auch an der Saisonvorbereitung der Profimannschaft unter Thomas von Heesen teil, so dass er im Freundschaftsspiel der Profimannschaft gegen Al Jazira eingesetzt wurde und sich dabei einen Kreuzbandriss zuzog. Daraufhin konnte Wolf erst im März 2009 sein erstes Pflichtspiel für Nürnbergs Reserve bestreiten, so dass er schließlich nur zu insgesamt zehn Einsätzen in der Regionalliga kam.
Im Sommer 2009 verließ Wolf Nürnberg, um sich stattdessen dem SV Wacker Burghausen anzuschließen, der in der Spielzeit 2009/10 unter Trainer Jürgen Press in der 3. Liga antrat. Anfangs lediglich als Einwechselspieler berücksichtigt, entwickelte sich Wolf daraufhin zum Stammspieler beim oberbayerischen Verein, der nach einem vielversprechenden Saisonstart aber letztlich gegen den drohenden Abstieg in die Regionalliga spielte. Dabei trug Wolf mit zwei Toren in insgesamt 33 Einsätzen zum schließlich erreichten Klassenerhalt als 17. der Abschlusstabelle bei.
In die folgende Spielzeit 2010/11 startete Wacker daraufhin wenig erfolgreich, so dass Trainer Press bereits nach vier Spieltagen durch Mario Basler ersetzt wurde. Auch unter diesem blieb Wolf mit 32 Einsätzen Stammspieler in der Defensive des SV Wacker, doch belegte der Verein schließlich nur den 18. Platz der Abschlusstabelle und wäre damit in die Regionalliga abgestiegen. Indem der eigentlich vor Burghausen platzierte Liga-Konkurrent Rot Weiss Ahlen aufgrund von Insolvenz zwangsweise absteigen musste, rückte Burghausen aber auf den 17. Rang vor und erreichte somit doch noch den Klassenerhalt.

### Über Kassel nach Rostock
Im Sommer 2011 wechselte Wolf zum Regionalligisten KSV Hessen Kassel, bei dem er einen einjährigen Kontrakt mit Verlängerungsoption unterzeichnete.
Auch in Kassel wurde Wolf daraufhin in der Spielzeit 2011/12 Stammspieler und absolvierte insgesamt 28 Einsätze, in denen er zudem vier Tore erzielte. Die Mannschaft blieb jedoch anfangs unter Trainer Christian Hock, dann unter Holger Brück und schließlich unter Uwe Wolf hinter den in sie gesetzten Erwartungen zurück, so dass am Saisonende lediglich der elfte Platz der Abschlusstabelle erreicht wurde.
Daraufhin wechselte Wolf zum nun von seinem Vater trainierten F.C. Hansa Rostock, bei dem er bereits im Januar 2012 kurzfristig am Trainingsbetrieb teilgenommen hatte, als Rostock noch Zweitligist gewesen war. Nach dem Rostocker Abstieg in die dritte Spielklasse im Sommer 2012 erhielt Wolf dort einen Zwei-Jahres-Vertrag ab der Saison 2012/13; doch endete das Engagement seines Vaters in Rostock bereits nach acht Spieltagen, an denen Patrick Wolf insgesamt sechs Einsätze bestritten hatte. Unter dem neuen Trainer Marc Fascher spielte Wolf keine Rolle im Hansa-Team mehr, wozu zunächst auch eine schwere Verletzung beitrug, so dass er ab der Winterpause mit der Reservemannschaft trainieren sollte. Für diese spielte er auch im März 2013 in einer Oberliga-Partie, erhielt bald darauf aber eine Außerordentliche Kündigung seines Vertrags aufgrund „schweren außerdienstlichen Fehlverhaltens“.

### Neuanfang in Worms
Nachdem Wolf zunächst keinen neuen Verein finden konnte, hielt er sich zu Beginn der Saison 2013/14 individuell fit. Nach einem vergeblichen Probetraining für den MSV Duisburg erhielt er im November 2013 schließlich ein Angebot des Regionalligisten Wormatia Worms. Dort unterzeichnete er einen Vertrag bis Saisonende.
Im Sommer 2014 schloss er sich dann dem Drittligisten Energie Cottbus an und erhielt einen Einjahresvertrag. Am 3. Spieltag wurde Wolf für Tim Kleindienst eingewechselt und kam somit zu seinem einzigen Ligaeinsatz für Cottbus. Außerdem spielte er im Landespokal Brandenburg zweimal komplett durch. Da sein Vertrag nicht verlängert wurde, wechselte Wolf im Sommer 2015 zum FSV Zwickau und spielte damit in der Regionalliga Nordost. Mit der Zwickauer Mannschaft gelang ihm als Meister der Aufstieg in die 3. Liga. Mit Beginn der Saison 2017/18 wechselte Wolf zum Regionalligisten FC Schweinfurt. Zur Saison 2018/19 wechselte er zum Regionallisten 1. FC Lokomotive Leipzig.

## Erfolge
FSV Zwickau
- Aufstieg in die 3. Liga: 2016

1. FC Schweinfurt 05
- BFV-Pokalsieger: 2017/18